# Aușeu (gmina)
Aușeu – gmina w Rumunii, w okręgu Bihor. Obejmuje miejscowości Aușeu, Cacuciu Vechi, Codrișoru, Gheghie, Groși i Luncșoara. W 2011 roku liczyła 3033 mieszkańców.